# Birkendorf (Biberach an der Riß)
Birkendorf ist ein Stadtteil der Kreisstadt Biberach an der Riß, der 1864 eingemeindet wurde.

## Lage
Birkendorf liegt nordöstlich der Kernstadt Biberachs am Fluss Riß und grenzt in Richtung Norden an das Gewerbegebiet Aspach.

## Geschichte
Um 1258 wurde Birkendorf erstmals als „Birchidorf“ urkundlich erwähnt. Bis ca. 1520 befand sich das Dorf im Besitz des Biberacher Spitals. Ursprünglich lag Birkendorf wohl in der Herrschaft Warthausens.
Entlang der Riß gab es in Birkendorf einige Mühlenanlagen. Die Obere Mühle und die Mahlmühle Julius Mühlschlegel wurden 1350 erstmals erwähnt. Der Abbruch der Oberen Mühle erfolgte 1981, das Wasserrad der Mühle ist bis heute erhalten und befindet sich im Besitz der Stadt Biberach. Im Jahr 2000 wurde das Mühlrad restauriert.
1846 wurde in Birkendorf auf dem Grundstück der heutigen Birkendorfer Straße Nr. 1 das Rathaus mit Schule errichtet. Nach der Eingemeindung zu Biberach im Jahr 1864 wurde die Schule aufgelöst, ab 1963 wurde auf dem Gelände die städtische Birkendorf-Grundschule erbaut.

## Wirtschaft und Infrastruktur
In Birkendorf liegt das Werk des Unternehmens Boehringer Ingelheim, des größten Arbeitgebers in Biberach. Ein Teil der Bebauung an der nördlichen Birkendorfer Straße und des Meisenwegs wurde in den 1950er und 1960er Jahren als Werkswohnungen gebaut und ist inzwischen verkauft worden.
Vor Ort gibt es den Kindergarten St. Franziskus, einen Kindergarten des Vereins Lernen Fördern, eine Grundschule und eine Sprachheilschule.

## Belege
1. ↑  5000 Gulden für die Vereinigung. In: Biberach Kommunal Nr. 24/14, Seite 9. 2. Juli 2014, archiviert vom Original (nicht mehr online verfügbar) am 14. Juli 2014; abgerufen am 10. November 2019.
2. ↑  Birkendorf - Wohnplatz - Detailseite - LEO-BW. Abgerufen am 25. Februar 2020.
3. ↑  Wasserrad "Obere Mühle Julius Mühlschlegel" Biberach-Birkendorf, abgerufen am 3. Juni 2017.
4. ↑  Chronik :: Birkendorf-Grundschule. Abgerufen am 13. Februar 2024.